# Österreichische Autobahnen- und Schnellstraßen-Aktiengesellschaft
Die Österreichische Autobahnen- und Schnellstraßen-Aktiengesellschaft, kurz ÖSAG, war von 1993 bis 2005 die Nachfolgerin aus der fusionierten Autobahnen- und Schnellstraßen-AG, der Pyhrn Autobahn AG, der Tauernautobahn AG und der Wiener Bundesstraßen AG. Als Aktionäre beteiligt waren die ASFINAG sowie die Länder Kärnten, Oberösterreich, Salzburg, Steiermark und Wien. Das Stammkapital betrug bei der Gründung 1,44 Milliarden Schilling. Die Hauptaufgabe bezog sich auf die Verwaltung der zugeteilten Straßen und die Einhebung der Maut.